# Keine Lust
"Keine Lust"（德译：没有欲望）是Rammstein的一首单曲，于2005年2月28日在德国、澳大利亚和瑞士发行。

## MV
Keine Lust的MV于2005年1月拍摄。MV中乐队成员都处于病态肥胖中，内容似乎是上了年纪的乐队成员的一次团聚，乐器都明显陈旧。乐队成员中只有Christian Lorenz没有显得那么肥胖（因为“他不希望做任何事情，他不会做”，其中包括吃）。他坐在一辆电动轮椅里，正好赶上弹奏键盘的部分。在视频的结尾，乐队其他成员纷纷离开，抛下Flake，他已没法坐或走。
MV在2005年11月MTV欧洲音乐颁奖礼中获得提名。

## 含义
在“Keine Lust的制作过程”中，吉他手Richard Kruspe讨论者歌曲和MV的含义。
|  | 你知道的，毕竟这些年我们都满了！声誉、成功、金钱。我们不想再做什么了！什么都没有！这就是歌曲的理念。我们已经再次返回到起点，我们只是想再次做音乐。我们再也不想要什么大场面了，所以，我们再次会面，有了更多的时间，更多的表现——一起做音乐。事实上，我们都胖的只是对过量声誉的象征，它实际上只是返回到开头。 |